# Droit du jeu à Macao

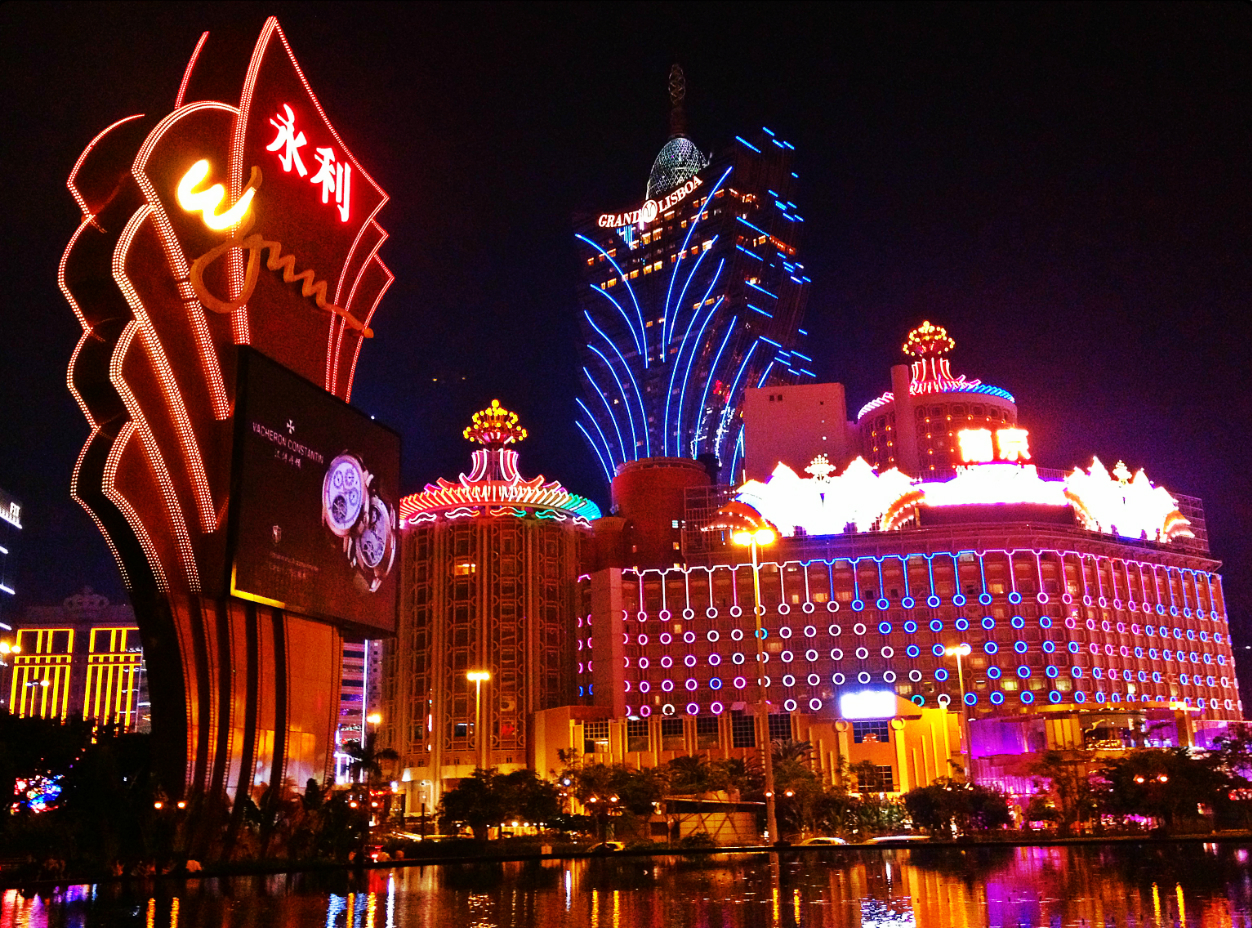
Des casinos à Macao.

Le droit du jeu à Macao fait de la ville une exception en Chine, puisqu'il s'agit de la seule ville chinoise où il est autorisé et légal de jouer à des jeux d'argent,. La limite d'âge est de 21 ans pour pouvoir jouer.

## Histoire
La ville est colonisée par les Portugais depuis le XVIe siècle, qui rendent l'activité des casinos légale en 1850. Dans la première moitié du XXe siècle, les courses de lévriers et de chevaux font leur apparition, puis sont interdites en 1942.
Lorsque la région administrative spéciale de Macao est créée par la Chine le 20 décembre 1999, les règles concernant le nombre de concessions de casinos ont déjà été durcies par les Portugais.

## Droit du jeu
Le droit du jeu est régi par une loi destinée à garantir une "exploitation qualifiée des jeux de hasard" dans la ville. Les détails sont répertoriés dans la loi 16/2001 (regime jurídico da exploração de jogos de fortuna ou azar em casino) et dans d'autres lois régulant l'activité des promoteurs de jeux et le crédit pour les jeux.
Le Bureau d'inspection et de coordination des jeux (connu sous le nom de DICJ) est la principale institution gouvernementale de supervision du fonctionnement des différentes activités de jeux.
En vertu de la loi de Macao, un permis délivré par le Bureau est requis pour pouvoir mettre en place des loteries, de tirages au sort ou d'autres activités similaires. La procédure initiale de demande du permis nécessite de soumettre une lettre d'information au service gouvernemental concerné dix jours avant la demande.
Dans le système juridique de Macao, le droit du jeu n'est pas considéré comme une branche du droit au sens traditionnel du terme. Il est plutôt considéré comme un regroupement transversal d’un ensemble de sujets juridiques plus ou moins directement liés au jeu, relevant du droit constitutionnel, du droit administratif, du droit fiscal, du droit des sociétés, du droit des contrats et du droit pénal. Les questions de droit public et de droit privé sont toutes les deux utilisées dans le cas du jeu.

### Droit fiscal
L'imposition des concessionnaires de casinos est composée d'une part fixe et d'une part variable. La part variable concerne le revenu brut des jeux. Le taux d'imposition est actuellement de 35%, auquel s'ajoutent deux cotisations pouvant aller jusqu'à 2% voire 3% à des fins sociales et économiques. La taxe maximale est de 40 %. De plus, une prime fixe est également payable, plus une prime par table VIP, par table supplémentaire et par machine à sous supplémentaire. Les promoteurs de jeux paient des impôts sur les commissions reçues.

### Droit des contrats
Du point de vue du droit des contrats, les jeux et paris sont des contrats qui peuvent générer ou non des obligations civiles ou naturelles pour les parties. Cette question est réglementée par le Code civil de 1999 (art. 1171) qui stipule, en s'inspirant du droit romain, que les jeux et paris génèrent des obligations naturelles, sauf dans les compétitions sportives et lorsque la loi en dispose autrement. Le problème est que la législation sur les jeux de hasard ne prévoit actuellement pas cet effet.
Concernant le crédit pour jeux de hasard, la législation de Macao stipule depuis 2004 que l'octroi de crédit pour jeux de hasard dans les casinos génère des obligations civiles, pleinement exécutoires devant les tribunaux de Macao. Le crédit pour les jeux d'argent des casinos est pris en compte dès lors que les jetons sont transmis à un joueur sans paiement immédiat en espèces de sa part ; il s’agit d’un concept intentionnellement large. Le crédit pour les jeux est réglementé par la loi n°5/2004 du 14 juin 2004.

### Droit pénal
Du point de vue du droit pénal, il existe des infractions pénales spécifiques liées aux jeux de hasard, précisées dans les lois n°8/96/M du 22 juillet 1996 et n°9/96/M du 22 juillet 1996. D'autres questions de droit pénal sont couvertes par des lois plus larges, dont celles du Code pénal et la loi sur la criminalité organisée. La triche dans les jeux est mentionnée dans l'article 6 de la loi n°8/96/M du 22 juillet 1996. En outre, les lois générales sur la prévention et la répression du blanchiment d'argent et du financement du terrorisme par le biais des casinos s'appliquent.

### Comportements problématiques et addiction
Depuis novembre 2011, l'exclusion des joueurs des établissements de jeux de hasard est permise aux établissements. Si la personne se rend compte que ses activités de jeu commencent à lui causer des problèmes liés à l'addiction, elle peut s'adresser au Bureau d'inspection et de coordination des jeux afin de leur demander de lui interdire l'accès au casino. Le gouvernement de Macao sollicite l'avis des citoyens sur la possibilité d'établir un programme qui permettrait d'exclure les joueurs problématiques de tous les casinos sans leur consentement. L'Assemblée législative analyse actuellement[Quand ?] un nouveau projet de loi, qui aborde également le problème de l'exclusion des établissements de jeu. La loi suggère que la personne peut être exclue du casino si elle soumet sa propre demande ou approuve la demande présentée par ses proches.

### Autres problématiques
Les questions de droit de la concurrence et de la publicité, ainsi que l'impact du droit de l'OMC sur les jeux, peuvent également être soulignés dans le cadre du droit des jeux. Concernant les jeux en ligne, la région administrative spéciale de Macao n'accorde actuellement aucune concession aux casinos en ligne. Les concessions actuelles des casinos ne couvrent que les jeux concrets, pas les jeux en ligne.
Les petits établissements de jeu à Macao opèrent dans une zone grise juridique. La loi sur les jeux de Macao interdit expressément aux casinos de prêter de l'argent aux joueurs, mais n'empêche pas expressément les entreprises privées de le faire via ces petits établissements.
En 2011, le gouvernement de Macao a imposé un plafond à l'expansion des jeux de table à l'échelle de la ville, qui est resté en vigueur jusqu'en 2022. Le plafond limite l'expansion des jeux de table à 3 % et les régulateurs répartissent les nouvelles tables entre les casinos. Les jeux virtuels ne sont pas considérés comme équivalents aux jeux de table en ce qui concerne le plafond.

### Recherche académique et enseignement
L'enseignement du droit des jeux de Macao a débuté en 2005 à la Faculté d'administration des affaires de l'Université de Macao, dans le cadre du programme de premier cycle de gestion des jeux. Depuis 2007, il est également inclus dans le programme de master de droit des affaires internationales proposé par la Faculté de droit de l'Université de Macao, dans lequel diverses thèses ont déjà été soutenues sur des thèmes de droit des jeux.